# Rembrandt riant
Rembrandt riant est une peinture à l'huile sur cuivre du peintre de l'âge d'or hollandais Rembrandt daté vers 1628. Il s'agit d'une étude élaborée d'un visage riant, d'un tronie, et, puisqu'il représente le peintre lui-même, l'un des plus de 40 autoportraits de Rembrandt, probablement le plus ancien. Le tableau, qui n'a été découvert que récemment, se trouve depuis 2013 au J. Paul Getty Museum, en Californie.

## Description
Le tableau montre un homme riant, tête nue, la tête penchée en arrière, vêtu d'une robe violet foncé, entouré d'une cape de laine brune plus rêche. Il porte également un gorgerin en métal poli, une pièce d'armure qui protège la gorge. Le visage de l'homme a les traits du jeune Rembrandt, représenté comme un soldat rieur. Rembrandt a peint le même sujet, avec un modèle et une pose différents vers 1630. Ses cheveux sont longs, « duveteux », blond clair à blond foncé, comme dans d'autres portraits de Rembrandt de l'époque comme Autoportrait avec un gorgerin (Germanisches Nationalmuseum, Nuremberg). Il regarde directement le spectateur. Le coup de pinceau est sûr, sensible, spontané et audacieux, tantôt précis, tantôt large ; il révèle clairement la main d'un génie, qui sait précisément capter au mieux l'éphémère du rire.

## Histoire
Comme de nombreuses autres peintures hollandaises du XVIIe siècle, le début de la vie de cette peinture en Hollande, après qu'elle a quitté l'atelier de Leyde de Rembrandt dans lequel elle a été créée, n'est pas connu. Le tableau est connu à la fin du XVIIIe siècle ou, plus probablement, au début du XIXe siècle par le graveur flamand Lambertus Antonius Claessens, qui l'a reproduit comme une œuvre de Frans Hals.
Au XVIIIe ou au XIXe siècle, il appartient à un collectionneur français qui écrit au dos : « Democrite Philosophe [?] son [?] profonde méditation des (de ?) [?] faiblesses (?) [?] tous ensemble. Nous concevons mille différ? nous formons mille projets que nous ne (?) pouvons exécuter. C'est une espèce de folie r[?] ce Philosophe Je (se?) ris. » Malgré cette explication, le tableau ne représente probablement pas Rembrandt en tant que le philosophe rieur Démocrite, qui dans la peinture hollandaise de l'époque, est régulièrement représenté avec un globe terrestre. La peinture est ensuite perdue et sa localisation inconnue.
Grâce à l'estampe de Claessen, elle est mentionnée en 1933 dans le livre de Kurt Bauch sur Rembrandt, et même avant, dans le livre d'Ernst Wilhelm Moes sur la peinture hollandaise.
En 2007, elle apparait soudainement dans une vente aux enchères dans le Gloucestershire, en Angleterre, mais tout simplement comme l'œuvre d'« un disciple de Rembrandt ». Bien que des photos du tableau aient été envoyées par e-mail aux experts du Rijksmuseum Amsterdam avant la vente, « leur réponse a été assez dédaigneuse », comme l'a déclaré le commissaire-priseur Philip Allwood. Ainsi, le tableau est estimé à seulement 1000-1500 £, mais est vendu 2,2 millions de £.
En 2013, le tableau est vendu au Getty Museum en Californie pour 16,5 millions de livres sterling.

## Attribution
Bien qu'il soit clair dès le premier regard que ce tableau est un chef-d'œuvre, encore fallait-il prouver qu'il avait été peint par Rembrandt lui-même. À cette fin, Ernst van de Wetering, professeur émérite à l'université d'Amsterdam et président du Rembrandt Research Project a entrepris des recherches approfondies et a publié ses résultats dans le Kroniek van het Rembrandthuis en 2007. Sa conclusion selon laquelle le tableau proposé à la vente aux enchères dans le Gloucestershire est un véritable Rembrandt est argumentée par plusieurs preuves.
Le premier élément de preuve est le monogramme de Rembrandt dans le coin du tableau. Le monogramme « RHL » (signifiant : Rembrandt Harmenszoon Leidensis, c'est-à-dire : Rembrandt, fils de Harmen de Leiden) est un type particulier de signature que Rembrandt n'utilise qu'en 1628 et peut-être fin 1627 ou début 1629. Le fait que les lettres du monogramme ont été écrites dans la peinture fraîche de la surface est d'une importance majeure pour la datation du tableau. Cependant, Rembrandt signe parfois les peintures de ses élèves, comme une sorte de garantie qu'elles proviennent de son atelier.
La taille et la nature de la feuille de cuivre sur laquelle le tableau a été réalisé en sont aussi une preuve : Rembrandt a également utilisé cette taille standard pour ses eaux-fortes datées de 1628, comme Saint Pierre et Saint Jean à la porte du Temple.
Le troisième élément de preuve est venu après l'analyse de la peinture par radiographie par émission d'électrons. Elle montre que la figure riante a été peinte sur une peinture antérieure (probablement inachevée) très similaire aux peintures d'histoire peintes par Rembrandt à cette époque, comme David avec la tête de Goliath devant Saül, maintenant à Bâle.
L'intérêt de Rembrandt pour les effets de rendu, bien connu de ses célèbres eaux-fortes de la même période, est aussi une preuve pour l'attribution au maître.
Enfin, une possible copie libre de ce tableau, réalisée par un élève ou un disciple de Rembrandt, aujourd'hui probablement dans la collection d'Edmond de Rothschild, pourrait également être la preuve pour l'attribution à Rembrandt de la tronie du Gloucestershire.